# Korsakovskij rajon (Oblast' di Orël)
Il Korsakovskij rajon (in russo Корсаковский район?) è un rajon dell'Oblast' di Orël, nella Russia europea, il cui capoluogo è Korsakovo. Ricopre una superficie di 690,9 chilometri quadrati.